# Conditum Paradoxum

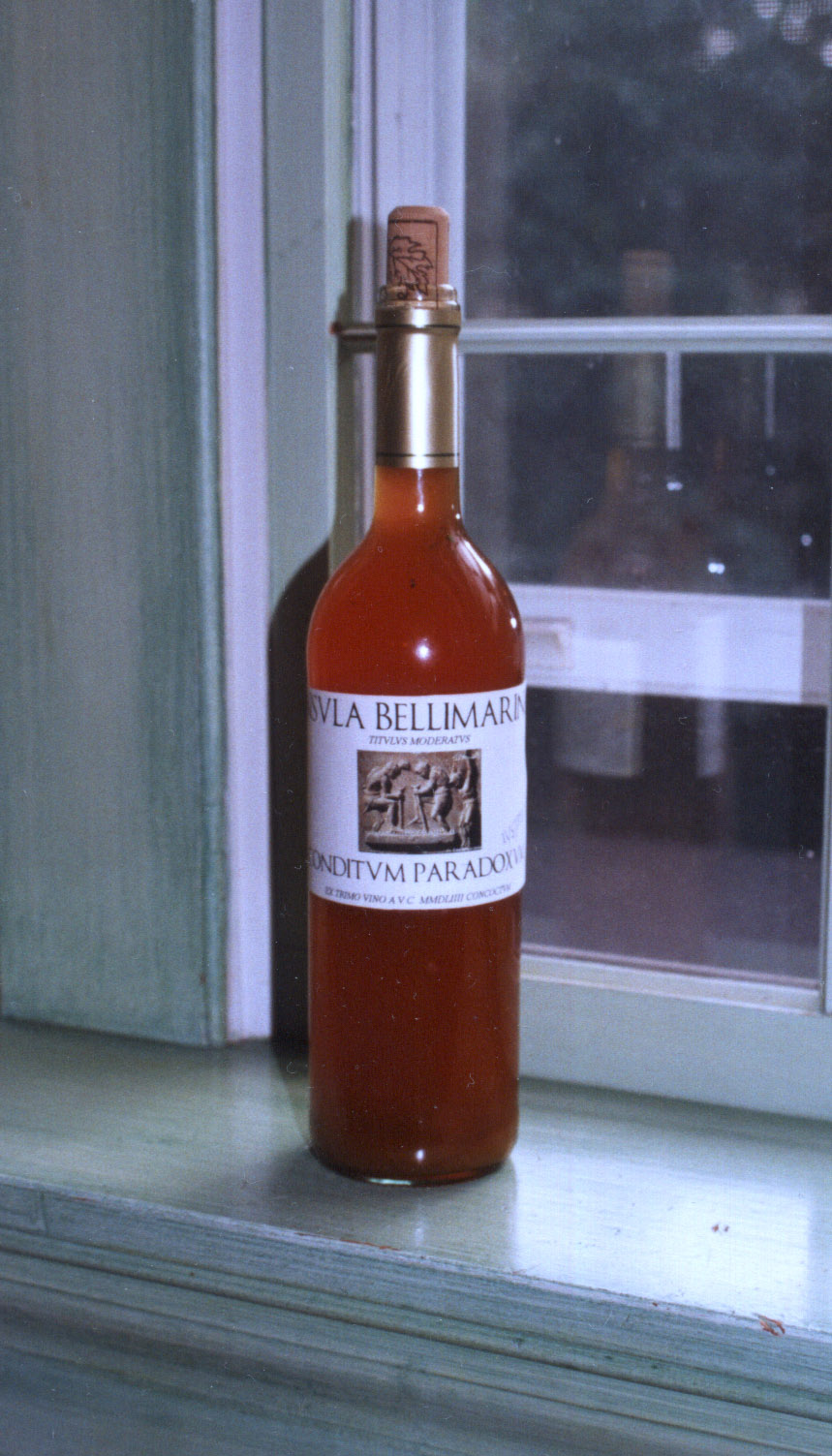
Conditum Paradoxum, römischer Würzwein

Conditum Paradoxum ist ein antiker römischer Würzwein.
Nach dem Kochbuch des Apicius wird Honig mit etwas Wein eingekocht. Dazu werden als Gewürze Pfeffer, Mastix, (Lorbeer-)Blätter (?), Safran, geröstete Dattelkerne und Datteln gegeben. Zum Schluss wird die Mischung mit zusätzlichem Wein verdünnt.
Das Conditum Paradoxum stellt nur eine besonders aufwendige Variante der römischen vina condita bzw. der vina piperata, mit Pfeffer versetzte Weine, dar.